# بادي جاكسون
بادي جاكسون (بالإنجليزية: Buddy Jackson)‏ هو لاعب كرة القدم الكندية أمريكي، ولد في 3 مارس 1989 في بلانتيشن في الولايات المتحدة.